# كريم أباد (دشتياري)
كريم أباد (بالفارسية: کریم‌آباد) هي قرية تقع في قسم نغور الريفي (مقاطعة تشابهار) في إيران. يقدر عدد سكانها بـ 43 نسمة بحسب إحصاء 2016.